# Аматуни, Петроний Гай
Петро́ний Гай Аматуни́ (арм. Պետրոնի Գայ Ամատունի; 29 июня (12 июля) 1916 — 29 апреля 1982) — советский писатель-фантаст.

## Биография
Родился 12 июля 1916 года в станице Великокняжеской Области Войска Донского в армянской семье древнего княжеского рода. Детство провёл в Армении, юность — в Москве. Работал с 16 лет инструктором по авиамоделизму, инструктором планёрного спорта. Великую Отечественную войну начал в кавалерийских войсках, но после госпиталя был направлен в училище лётчиков-истребителей ВВС. По его окончании, с 1944 года служил лётчиком-инструктором. После демобилизации — лётчик-инструктор ДОСААФ. С 1953 по 1968 год — командир корабля в гражданской авиации (ростовский авиаотряд «Аэрофлота»). С 1978 года жил в Ростове-на-Дону в одном доме с писателем Изюмским.
Профессиональный писатель со склонностью к жанру сказки и научно-фантастической повести. Первые литературные шаги сделал во второй половине 1940-х годов. Первый его рассказ был напечатан в 1944 году в центральной газете Военно-воздушных сил Советской Армии «Сталинский сокол». Произведения переведены на армянский, киргизский, чешский языки. Член КПСС c 1958 года. Член СП СССР c 1958 года.
Скончался 29 апреля 1982 года в Ростове-на-Дону.

## Основные произведения
- Маленький лётчик Пиро (1946)
- Гаяна (трилогия):
  - Тайна Пито-Као (1957)
  - Тиунэла (1962)
  - Парадокс Глебова (1966)
- Разведчик недр (1961)
- Кащеево время (1964)
- Чао — победитель волшебников (1964)
- Если б заговорил сфинкс… (1970)
- Путешествие в Аэроград (1973)
- Требуется король (1977)
- Королевство Восемью Восемь (1979)
- Космическая горошина (1979)
- Почти невероятные приключения в Артеке (1979)

## Память

Памятная доска в Ростове-на-Дону

- В Ростове-на-Дону на доме, где жил писатель, установлена памятная доска.
- Имя Аматуни носит детская библиотека в Пролетарске.
- Имя Аматуни носит детская библиотека в Ростове-на-Дону[2].